# Агиос Илияс (окръг Фамагуста)
А̀гиос Илѝяс (на гръцки: Άγιος Ηλίας; на турски: Yarköy) е село в Кипър, окръг Фамагуста. Според статистическата служба на Северен Кипър през 2011 г. селото има 429 жители.
Де факто е под контрола на непризнатата Севернокипърска турска република.